# Leonid Andreev

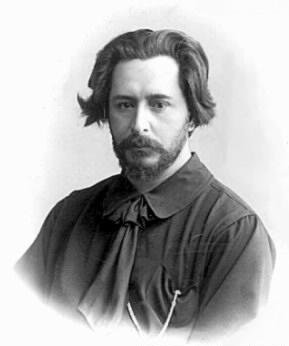
Leonid Andreev

Leonid Nikolaievici Andreev (n. 9/21 august 1871, Oriol, gubernia Oriol⁠(d), Imperiul Rus – d. 12 septembrie 1919, Gorkovskoye⁠(d), Polyanskoye rural settlement⁠(d), Republica Socialistă Sovietică Carelo-Finică, URSS) a fost un dramaturg, nuvelist și fotograf rus, lider al mișcării expresioniste în literatura rusă, unul dintre cei mai de succes scriitori ruși dintre anii 1902 - 1914.

## Biografie
S-a născut în provincia Oriol, Rusia. Studiază inițial dreptul la care renunță, însă, pentru a urma o carieră literară. Trece prin perioade de cruntă depresie în timpul studenției, fiind, de multe ori, aproape de sinucidere.
Întâlnirea cu Maxim Gorki este decisivă pentru Andreev; Gorki îl sprijină în cariera sa literară, mijlocind  mediatizarea acestuia. După acest moment, a fost unul dintre cei mai prolifici și de succes autori din Rusia.
Prima sa colecție de povestiri apare în 1901 și se vinde foarte repede, într-un tiraj de 250.000 de exemplare. În scurt timp, însă, își șochează publicul cu excentricitățile sale.
Idealist și rebel, Andreev își petrece ultimii ani din viață într-o mare penurie materială, în Finlanda, unde se retrăsese din cauza succesului Revoluției Bolșevice în Rusia. Spre deosebire de prietenul său, Maxim Gorki, Andreev nu s-a putut împăca cu noul regim politic din ce se instituise. Face publice în întreaga lume manifeste împotriva abuzurilor bolșevice din Rusia.
A fost căsătorit cu contesa Wielhorska, o nepoată a lui Taras Shevchenko. Fiul lor a fost Daniil Andreev, poet și mistic creștin, autor al Roza Mira (rus.) – Roza lumii.
Nepoata lui Leonid Andreev, scriitoarea americană Olga Andrejew Carlisle, a publicat o culegere de povestiri scurte, Visions, în 1987.

## Opera
- Nălucile
- Jurnalul Satanei
- 1898: Bargamot și Garașka ("Bargamot i Garașka")
- 1902: Orașul ("Gorod")
- 1904: Râsul roșu ("Krasnîi smeh")
- 1906: Viața omului ("Jizn' celoveka")
- 1908: Povestea celor șapte spânzurați ("Rasskaz o semi poveșnîh")
- 1908: Împăratul foamete ("Țar Golod")
- 1908: Zilele vieții noastre ("Dni nașei jizni")
- 1910: Anatema
- 1910: Gaudeamus
- 1911: Sașka Jeguliov
- 1912: Profesorul Storițîn ("Profesor Storițîn")
- 1912: Katerina Ivanovna

## Vezi și
- Listă de dramaturgi ruși
- Listă de piese de teatru rusești
- Listă de autori de literatură de groază